# El corazón es un cazador solitario
El corazón es un cazador solitario  (en inglés The Heart Is a Lonely Hunter) es la primera novela de la escritora estadounidense Carson McCullers publicada por la editorial Houghton Mifflin en 1940. Trata sobre la vida de un hombre sordo llamado John Singer, y la gente con la que se encuentra en una ciudad industrial en el estado de Georgia en la década de los años 30. Las relaciones se desarrollan en una atmósfera claustrofóbica que envuelve a todos los extraños personajes que se describen en la novela. 

## Título
El título proviene del poema "El cazador solitario" del poeta escocés William Sharp, quien usó el seudónimo de "Fiona MacLeod":

Deep in the heart of Summer, sweet is life to me still, But my heart is a lonely hunter that hunts on a lonely hill.
En lo profundo del corazón del verano, dulce es la vida para mí todavía, pero mi corazón es un cazador solitario que caza en una colina solitaria

## Trama
El libro comienza contando la relación entre dos amigos íntimos, John Singer y Spiros Antonapoulos. Los dos son descritos como sordos que han vivido juntos durante varios años. Se sugiere que su relación tan íntima puede ser homosexual, aunque no queda del todo claro. Antonapoulos enferma mentalmente, empieza a comportarse violentamente, y a pesar de los intentos de Singer, acaba en un hospital psiquiátrico en Chicago. Singer se queda solo y se muda a un sitio diferente. 
A partir de este punto la narración se centra en los conflictos de cuatro conocidos de Singer: Mick Kelly, una chica hombruna que ama la música y sueña con comprarse un piano; Jake Blount, un obrero alcohólico conflictivo; Biff Brannon, el observador dueño de un comedor con tendencias alcohólicas; y Dr. Benedict Mady Copeland, un médico idealista afroamericano.

## Recepción
Richard Wright destacó la fuerza y profunda humanidad de la novela: "La descripción de  McCullers de la soledad, la muerte, el accidente, la locura, el miedo, la violencia de masas y el terror es quizás la más desoladora que ha llegado hasta ahora del Sur. Su calidad de desesperación es única e individual, y me parece más natural y auténtica que la de Faulkner. Sus personajes viven a tientas en un mundo más completamente perdido que cualquier otro que Sherwood Anderson haya soñado jamás, y relata incidentes de muerte y actitudes de estoicismo en oraciones cuya neutralidad hace que la prosa concisa de Hemingway parezca cálida y partidista en comparación. Flotando burlonamente sobre su historia de soledad en un pequeño pueblo están la religión primitiva, la esperanza adolescente, el silencio de los sordos, y todo esto le da a los colores violentos de la vida que describe un brillo de extraña ternura [...] Para mí, el aspecto más impresionante de El corazón es un cazador solitario es la asombrosa humanidad que permite a una escritora blanca, por primera vez en la ficción sureña, manejar personajes negros con tanta facilidad y justicia como los de su propia raza. Esto no puede explicarse estilística o políticamente; parece surgir de una actitud hacia la vida que permite a la señorita McCullers superar las presiones de su entorno y abrazar a la humanidad blanca y negra en un solo movimiento de aprensión y ternura."
A. S. Knowles Jr. escribió que el libro "todavía parece capturar la sensibilidad total [de la autora] más completamente que sus otras obras". Frederic I. Carpenter escribió que la novela "esencialmente [...] describe la lucha de todas estas personas solitarias para llegar a un acuerdo con su mundo, para convertirse en miembros de su sociedad, para encontrar el amor humano, en resumen, para llegar a la madurez".

## Adaptaciones
La adaptación cinematográfica homónima de 1968 fue protagonizada por Alan Arkin, Sondra Locke y Cicely Tyson.
Una adaptación teatral de El corazón es un cazador solitario se estrenó el 30 de marzo de 2005 en el Alliance Theatre de Atlanta, Georgia. El espectáculo duró hasta el 24 de abril de ese año, luego realizó una gira. La obra fue una presentación de Alliance Theatre realizada en asociación con The Acting Company de Nueva York. La obra, adaptada por Rebecca Gilman, fue dirigida por Doug Hughes.
El artista británico Joe Simpson hizo del libro de McCullers la pieza central de su pintura de 2014, El corazón es un cazador solitario. La pintura muestra a dos personajes leyendo el libro en el metro de Londres; es una de sus series de pinturas en curso titulada "Londres".
BBC Radio 4 transmitió una dramatización de radio en dos partes el 15 y el 22 de marzo de 2020.